# داني تيتو
داني تيتو (بالإنجليزية: Danny Tiatto) مواليد 22 مايو 1973 في فيكتوريا، أستراليا، هو لاعب كرة قدم أسترالي سابق كان يلعب كمدافع. لعب خلال مسيرته 412 مباراة سجل خلالها 15 هدفاً.

## المسيرة الاحترافية

### أندية لعب لها
- نادي ساليرنيتانا
- مانشستر سيتي
- ليستر سيتي
- بريزبان رور

## روابط خارجية
- داني تيتو على موقع الاتحاد الدولي (مؤرشف)  (الإنجليزية)
- داني تيتو على موقع قاعدة بيانات كرة القدم.إي يو (الإنجليزية)
- داني تيتو على موقع ناشيونال فوتبول تيمز (الإنجليزية)
- داني تيتو على موقع عالم كرة القدم.نت (الإنجليزية)
- داني تيتو على موقع أوليمبيديا (الإنجليزية)